# Nikon D5300
D5200 D5500
Le Nikon D5300 est un appareil photo reflex numérique au format APS-C, présenté par Nikon le 17 octobre 2013. Il remplace le D5200 comme reflex milieu de gamme, destiné aux amateurs avertis.

## Caractéristiques
- Processeur d'images Nikon EXPEED 4.
- Capteur CMOS 24,1 millions de pixels au format DX sans filtre passe-bas[2].
- Nouveau pentamiroir avec grossissement 0.82× et couverture de l'image 95 %
- Sensibilité (plage ISO) 100 - 12800 ISO
- Jusqu'à 5 vues par seconde de cadence de prise de vue.
- Moniteur LCD de 3.2" (8,1 cm) de 1 073 000 pixels articulé (non tactile)
- Mode D-Movie avec autofocus. Enregistrement en 1920 × 1080, 60/50/30/25/24P (progressif), 1280 × 720, 60p/50p, 640 × 424, 30p/25p, 60i (entrelacé) (59.94 images/s)/50i (50 images/s) ; High ou Normal bitrate modes. Prise de son stéréo.
- Active D-Lighting (4 niveaux et automatique).
- Bracketing (exposition, Active D-Lighting et balance des blancs)
- 16 scènes pré-programmées.
- Intervallomètre (possibilité de time-lapse)
- Format de fichier : JPEG, NEF (RAW) 12 ou 14 bits compressé, Compression vidéo H.264/MPEG-4 Advanced Video Coding.
- Mode déclenchement silencieux
- GPS intégré
- WLAN (Wi-Fi) intégré
- Connecteur HDMI mini (Type C)
- Batterie lithium-ion EN-EL14a.